# Unió Internacional d'Associacions d'Alpinisme
La Unió Internacional d'Associacions d'Alpinisme (UIAA), en francès Union Internationale des Associations d'Alpinisme i en anglès International Union of Alpinist Associations, és una institució i organisme federatiu internacional, sense finalitats lucratives, amb seu a Berna, a Suïssa, que agrupa a les federacions de diversos països.
Fou creada durant el IX Congrés Internacional d'Alpinisme, en una reunió a Chamonix, que es va celebrar en commemoració de la primera ascensió al Mont Blanc el 1932. Anteriorment, ja s'havien celebrat alguns congressos internacionals d'alpinisme des de 1876. A través de les seves comissions s'encarrega de l'estudi de diverses facetes del muntanyisme, com la medicina, la seguretat, l'ecologia o les expedicions. Entre els seus objectius fundacionals es trobaven l'educació alpina dels joves, la senyalització de senders, la protecció dels refugis i la institució d'una escala de graduació de dificultats.
Des de l'inici, els seus presidents han estat Chales-Egmond d'Arcis (1932), Edouard Wyss-Dunant (1965), Albert Eggler (1969), Jean Jugue (1973), Pierre Bossus (1977), Pietro Segantini (1985) i Ian McNaught-Davies (1995).
L'excursionisme català estigué present des del primer moment en el naixement d'aquesta institució, ja que el Centre Excursionista de Catalunya en fou un dels membres fundadors.